# Henrik Hecklen
Henrik Hecklen (* 18. Oktober 1990 in Hjørring) ist ein professioneller dänischer Pokerspieler.
Hecklen hat sich mit Poker bei Live-Turnieren mehr als 12,5 Millionen US-Dollar erspielt und ist damit der erfolgreichste dänische Pokerspieler. Er gewann bei der European Poker Tour 2018 das High Roller sowie 2022 das Super High Roller und siegte im Mai 2022 beim Main Event der Triton Poker Series.

## Pokerkarriere

### Werdegang
Hecklen brach ein Studium ab, um als professioneller Pokerspieler sein Geld mit Onlinepoker-Cashgames zu verdienen. Auf der Plattform PokerStars spielt er unter dem Nickname hhecklen, wobei sein Cashgame-Profit Ende des Jahres 2016 bei rund 700.000 US-Dollar lag.
Seine erste Geldplatzierung bei einem Live-Turnier erzielte Hecklen Ende September 2010 bei der European Poker Tour (EPT) in London. Dort gewann er ein Turbo-Turnier und sicherte sich eine Siegprämie von 11.400 Britischen Pfund. Im Juni 2014 war er erstmals bei der World Series of Poker (WSOP) im Rio All-Suite Hotel and Casino am Las Vegas Strip erfolgreich und erreichte Finaltische in den Varianten No Limit Hold’em und Seven Card Stud sowie die Geldränge im Main Event, was ihm Preisgelder von mehr als 200.000 US-Dollar einbrachte. Mitte August 2014 gewann der Däne das Estrellas High Roller der EPT in Barcelona mit einer Siegprämie von 293.000 Euro. Im Oktober 2014 wurde er beim High Roller der UK and Ireland Poker Tour in London nach verlorenem Heads-Up gegen Olivier Busquet Zweiter und erhielt ein Preisgeld von mehr als 70.000 Pfund. Bei der WSOP 2018 erreichte Hecklen im Main Event den sechsten Turniertag und schied dort auf dem mit rund 190.000 US-Dollar dotierten 38. Platz aus. Mitte Dezember 2018 setzte er sich beim EPT High Roller in Prag gegen 194 andere Spieler durch und sicherte sich den Hauptpreis von mehr als 500.000 Euro. Im Januar 2019 erreichte der Däne beim Super High Roller des PokerStars Caribbean Adventures auf den Bahamas den Finaltisch und belegte nach verlorenem Heads-Up gegen den Kanadier Sam Greenwood den zweiten Platz, der mit knapp 1,3 Millionen US-Dollar bezahlt wurde. Im Mai 2019 gewann Hecklen ein Turnier der Triton Poker Series im montenegrinischen Budva und erhielt eine Siegprämie von umgerechnet rund 435.000 US-Dollar. Bei der WSOP 2021 belegte er beim 100.000 US-Dollar teuren High Roller den mit rund 435.000 US-Dollar dotierten fünften Platz. Im Mai 2022 entschied der Däne das in No Limit Hold’em gespielte Main Event der Triton Series in Madrid für sich und sicherte sich aufgrund eines Deals mit Örpen Kısacıkoğlu sein bislang höchstes Preisgeld von knapp 2,2 Millionen Euro. Auch beim Main Event der Triton Series im nordzyprischen Kyrenia gelangte Hecklen im September 2022 an den Finaltisch und belegte den mit knapp einer Million US-Dollar dotierten vierten Rang. Bei der EPT London siegte er im Oktober 2022 beim Super High Roller und erhielt eine Auszahlung von über 650.000 Pfund. Mit einem Preisgeld von rund 500.000 US-Dollar für einen fünften Platz bei der Triton Series in Hội An durchbrach der Däne Anfang März 2023 die Marke von 10 Millionen US-Dollar an kumulierten Turnierpreisgeldern. Im Mai 2023 wurde er beim Main Event der Triton Series in Kyrenia Vierter und überholte mit der Auszahlung von knapp einer Million US-Dollar Peter Eastgate als erfolgreichsten dänischen Pokerspieler.

### Preisgeldübersicht
Mit erspielten Preisgeldern von über 12,5 Millionen US-Dollar ist Hecklen der erfolgreichste dänische Pokerspieler.
| Jahr   | Preisgeld (in $) | Turniersiege |
| ------ | ---------------- | ------------ |
| 2010   | 27.919           | 1            |
| 2011   | 8.265            | 0            |
| 2012   | 8.406            | 0            |
| 2013   | 0                | 0            |
| 2014   | 864.705          | 1            |
| 2015   | 126.449          | 0            |
| 2016   | 38.489           | 0            |
| 2017   | 33.341           | 0            |
| 2018   | 846.268          | 1            |
| 2019   | 2.009.305        | 1            |
| 2020   | 0                | 0            |
| 2021   | 737.847          | 1            |
| 2022   | 4.924.591        | 2            |
| 2023   | 2.914.895        | 0            |
| gesamt | 12.540.480       | 7            |